# 2-й Нагатинский проезд
Второ́й Нага́тинский прое́зд — проезд, расположенный в Южном административном округе города Москвы на территории района Нагатино-Садовники.

## История
Проезд был образован 16 октября 1973 года и получил своё название по расположению в местности Нагатино.

## Расположение
2-й Нагатинский проезд проходит от Нагатинской улицы на юго-запад, поворачивает на северо-запад и проходит до 1-го Нагатинского проезда. Нумерация начинается от Нагатинской улицы.

## Примечательные здания и сооружения
По нечётной стороне:
- садовые участки ЦНИИХМа

По чётной стороне:
- д. 8 — Филиал Южный ГУП Мосгортранс

## Транспорт

### Наземный транспорт
По 2-му Нагатинскому проезду не проходят маршруты наземного общественного транспорта. У северо-восточного конца проезда, на Нагатинской улице, расположена остановка «2-й Нагатинский проезд» трамваев 47, 49, у западного, на Варшавском шоссе, — остановка «1-й Нагатинский проезд» трамваев  3, 16, автобусов н8, м86, м95, с806, с811.

### Метро
- Станция метро «Коломенская» Замоскворецкой линии — восточнее проезда, на проспекте Андропова
- Станция метро «Нагатинская» Серпуховско-Тимирязевской линии — северо-западнее проезда, на Варшавском шоссе

### Железнодорожный транспорт
- Платформа «Нагатинская» Павелецкого направления МЖД — северо-западнее проезда, на Варшавском шоссе